# ランナウェイズ (テレビドラマ)
『ランナウェイズ』（原題: Marvel's Runaways、またはRunaways）は、2017年から2019年に配信されたアメリカ合衆国のテレビドラマシリーズ。マーベル・コミックのキャラクターを基に製作され、Huluから配信されたスーパーヒーロードラマで、マーベル・シネマティック・ユニバースに属する作品である。レンジー・フェリズ、岡野りりか、ヴァージニア・ガードナーなどが出演した。アメリカでは2017年11月21日から配信が開始され、2019年12月13日に第3シーズンで完結した。日本語字幕・吹き替え版はストリーミングサービスなどで配信されている。

## あらすじ
6人のティーンエイジャー（アレックス・ニコ・カロリーナ・モリー・チェイス・ガートルード）は、親達の怪しい儀式を目撃し、ヴィランだと知ってしまう。逃亡した6人は親達に立ち向かうために団結し、特殊能力に目覚め始める。

## キャスト

### メイン
レンジー・フェリズ
役: アレックス・ワイルダー、日本語吹替 - 林勇
岡野りりか
役: ニコ・ミノル、日本語吹替 - 志田有彩
ヴァージニア・ガードナー
役: カロリーナ・ディーン、日本語吹替 - 潘めぐみ
アリエラ・ベアラー
役: ガート・ヨークス、日本語吹替 -  石田嘉代
グレッグ・サルキン
役: チェイス・ステイン、日本語吹替 - 中島ヨシキ
アレグラ・アコスタ
役: モリー・ハイエス、日本語吹替 - 遠藤さやか
エンジェル・パーカー
役: キャサリン・ワイルダー
ライアン・サンズ
役: ジェフリー・ワイルダー
アニー・ワーシング
役: レスリー・ディーン
キップ・パルデュー
役: フランク・ディーン
エヴァー・キャラダイン
役: ジャネット・ステイン
ジェームズ・マースターズ
役: ビクター・ステイン
ブリジッド・ブラナー
役: ステイシー・ヨークス
ケヴィン・ワイズマン
役: デール・ヨークス
ブリタニー・イシバシ
役: ティナ・ミノル
ジェームズ・ヤエガシ
役: ロバート・ミノル
ジュリアン・マクマホン
役: ジョナ、日本語吹替 - 小原雅人
クラリッサ・ティボー
役: ザビン
エリザベス・ハーレイ
役: モーガン・ル・フェイ、日本語吹替 - 本田貴子

## エピソード
| シーズン | シーズン | 話数 | 話数 | 放送期間       | 放送期間       |
| シーズン | シーズン | 話数 | 話数 | 初回放送       | 最終回放送     |
| -------- | -------- | ---- | ---- | -------------- | -------------- |
|          | 1        | 10   | 10   | 2017年11月21日 | 2018年1月9日   |
|          | 2        | 13   | 13   | 2018年12月21日 | 2018年12月21日 |
|          | 3        | 10   | 10   | 2019年12月13日 | 2019年12月13日 |

### シーズン1 (2017–18)
| 通算 話数 | シーズン 話数 | タイトル               | 監督               | 脚本                               | 公開日         |
| --------- | ------------- | ---------------------- | ------------------ | ---------------------------------- | -------------- |
| 1         | 1             | "再結集" "Reunion"     | Brett Morgen       | Josh Schwartz Stephanie Savage     | 2017年11月21日 |
| 2         | 2             | "巻き戻し" "Rewind"    | ロクサン・ドースン | Josh Schwartz Stephanie Savage     | 2017年11月21日 |
| 3         | 3             | "運命" "Destiny"       | Nina Lopez-Corrado | Kalinda Vazquez                    | 2017年11月21日 |
| 4         | 4             | "15" "Fifteen"         | Ramsey Nickell     | Tamara Becher-Wilkinson            | 2017年11月28日 |
| 5         | 5             | "王国" "Kingdom"       | Jeffrey W. Byrd    | Rodney Barnes Michael Vukadinovich | 2017年12月5日  |
| 6         | 6             | "変身" "Metamorphosis" | Patrick Norris     | Kalinda Vazquez                    | 2017年12月12日 |
| 7         | 7             | "屈折" "Refraction"    | Peter Hoar         | Quinton Peeples                    | 2017年12月19日 |
| 8         | 8             | "非常事態" "Tsunami"   | Millicent Shelton  | Rodney Barnes Michael Vukadinovich | 2017年12月26日 |
| 9         | 9             | "最後の夜" "Doomsday"  | Jeremy Webb        | Jiehae Park Kendall Rogers         | 2018年1月2日   |
| 10        | 10            | "決意" "Hostile"       | Marc Jobst         | Quinton Peeples                    | 2018年1月9日   |

### シーズン2 (2018)
| 通算 話数 | シーズン 話数 | タイトル                         | 監督                 | 脚本                           | 公開日         |
| --------- | ------------- | -------------------------------- | -------------------- | ------------------------------ | -------------- |
| 11        | 1             | "そして、始まり" "Gimme Shelter" | Allison Liddi-Brown  | Josh Schwartz Stephanie Savage | 2018年12月21日 |
| 12        | 2             | "火種" "Radio On"                | Chris Fisher         | Warren Hsu Leonard             | 2018年12月21日 |
| 13        | 3             | "裏の裏" "Double Zeros"          | Larry Teng           | Kirk A. Moore                  | 2018年12月21日 |
| 14        | 4             | "懐かしき日々" "Old School"      | Patrick Norris       | Tracy McMillan                 | 2018年12月21日 |
| 15        | 5             | "家族" "Rock Bottom"             | Scott Peters         | Jake Fogelnest                 | 2018年12月21日 |
| 16        | 6             | "始動" "Bury Another"            | アミ・カナーン・マン | Ashley Wigfield                | 2018年12月21日 |
| 17        | 7             | "最後の儀式" "Last Rites"        | James Madigan        | Quinton Peeples                | 2018年12月21日 |
| 18        | 8             | "父の秘密" "Past Life"           | Anna Mastro          | Kendall Rogers                 | 2018年12月21日 |
| 19        | 9             | "不協和音" "Big Shot"            | Wendey Stanzler      | Kirk A. Moore                  | 2018年12月21日 |
| 20        | 10            | "浸食" "Hostile Takeover"        | Jeffrey W. Byrd      | Ashley Wigfield                | 2018年12月21日 |
| 21        | 11            | "ラストワルツ" "Last Waltz"      | Ramsey Nickell       | Tracy McMillan                 | 2018年12月21日 |
| 22        | 12            | "天使" "Earth Angel"             | Stephen Surjik       | Warren Hsu Leonard             | 2018年12月21日 |
| 23        | 13            | "分裂" "Split Up"                | Jeffrey Webb         | Quinton Peeples                | 2018年12月21日 |

### シーズン3 (2019)
| 通算 話数 | シーズン 話数 | タイトル                                   | 監督                | 脚本                            | 公開日         |
| --------- | ------------- | ------------------------------------------ | ------------------- | ------------------------------- | -------------- |
| 24        | 1             | "見えない敵" "Smoke and Mirrors"           | Larry Teng          | Tracy McMillan                  | 2019年12月13日 |
| 25        | 2             | "華麗なる脱出" "The Great Escape"          | Philip John         | Warren Hsu Leonard              | 2019年12月13日 |
| 26        | 3             | "1番のウソつき" "Lord of Lies"             | Allison Liddi-Brown | Kirk A. Moore                   | 2019年12月13日 |
| 27        | 4             | "偉大なる愛" "Rite of Thunder"             | Jeremy Webb         | Russ Cochrane                   | 2019年12月13日 |
| 28        | 5             | "夢の世界へ" "Enter the Dreamland"         | Rob Hardy           | Quinton Peeples                 | 2019年12月13日 |
| 29        | 6             | "闇の世界へ" "Merry Meet Again"            | Vanessa Parise      | Ashley Wigfield                 | 2019年12月13日 |
| 30        | 7             | "魔界への扉" "Left-Hand Path"              | Katie Eastridge     | Tracy McMillan Kendall Rogers   | 2019年12月13日 |
| 31        | 8             | "悪魔の拷問" "Devil's Torture Chamber"     | Jeff Woolnough      | Warren Hsu Leonard Stu Selonick | 2019年12月13日 |
| 32        | 9             | "壊れた輪" "The Broken Circle"             | Geeta V. Patel      | Russ Cochrane Kirk A. Moore     | 2019年12月13日 |
| 33        | 10            | "ランナウェイズの未来" "Cheat the Gallows" | Ramsey Nickell      | Quinton Peeples                 | 2019年12月13日 |

## 製作
本作の原作者のブライアン・K・ヴォーンは、2008年5月に自身のコミック『ランナウェイズ』を基にした脚本を書くため、マーベル・スタジオに雇われた。2010年4月、マーベルはピーター・ソレットを監督に雇い、1ヶ月後にはドリュー・ピアースと新たな脚本の契約をした。この映画の開発は翌年10月に延期され、ドリュー・ピアースは2013年9月に『アベンジャーズ』の成功のために『ランナウェイズ』の企画は棚上げされたと説明した。2014年10月、マーベル・スタジオのケヴィン・ファイギ社長は本作の脚本について「まだ私たちの脚本保管庫に存在する素晴らしい脚本だ...」と語っていた。
2016年8月、Huluが、マーベル・テレビジョン、ABCシグネチャー・スタジオ、フェイク・エンパイア・プロダクションと共同制作することが発表された。
かつてはDisney+でも配信されていたが、2023年5月にウォルト・ディズニー・カンパニーが動画配信事業における赤字を削減するため、一部作品の配信を今後取り止めることを表明した影響で同月26日以降にDisney+から本作品が削除された。

## 評価

### 批評
第1シーズンは批評集積サイトのRotten Tomatoesに81件のレビューがあり、批評家支持率は86%、平均点は10点満点で7.85点となっている。また、Metacriticには26件のレビューがあり、加重平均値は68/100となっている。
第2シーズンはRotten Tomatoesに22件のレビューがあり、批評家支持率は86%、平均点は10点満点で6.62点となっている。
第3シーズンはRotten Tomatoesに11件のレビューがあり、批評家支持率は91%、平均点は10点満点で7.92点となっている。